# تأمين ضد التلوث
التأمين ضد التلوث هو أحد أنواع التأمين الذي يغطي التكاليف ذات الصلة بالتلوث. كذلك، يمكن أن يتضمن تكاليف إصلاح وتنظيف أرض مصانع مهجورة وتحمل مسؤولية الإصابات والوفيات الناتجة عن التلوث.
إن أكبر المشاركين في هذا المجال المجموعة العالمية الأمريكية (AIG) وإي سي إس/إكس إل (ECS/XL) وكيمبر وزيورخ. وتتمثل أحد أهداف تطبيق سياسات التأمين هذه أنه في حالة تعرض الشركات المتسببة في الكوارث البيئية للإفلاس، لا يزال من الممكن تعويض ضحايا التلوث. هذا بالإضافة إلى أن التأمين من الممكن أن يقي من تجاوز التكاليف أو التغييرات التنظيمية التي تزيد تكاليف التنظيف. وقد دعا مدير إدارة الدولة لحماية البيئة (SEPA) في الصين إلى فرض التأمين ضد التلوث إجباريًا على المصانع الملوثة.
وفقًا لمعهد كاتو، فإن النظريات القانونية الخاصة بالمسؤولية التضامنية والتكافلية (مثلاً، حسب قانون الممتاز) ومتطلبات المحاكم بأن تدفع الشركات المؤمنة لقاء مساعدة الملوثين في تنظيف منشأتهم (بغض النظر عن عقد التأمين) قد ألحقت الضرر بصناعة التأمين ضد التلوث، ومع ذلك، ما زالت الفكرة الأساسية للتأمين ضد التلوث صحيحة. ويدّعي معهد كاتو أنه، «بمساعدة الشركات المؤمنة ومحللي المخاطر، يختار مديرو المخاطر بالشركة المنتجات والعمليات فعالة التكلفة التي تقلل مبلغ أقساط التأمين والمدفوعات المتوقعة لضحايا التلوث (التي تتجاوز التغطية التأمينية) ونفقات تقليل المخاطر.»

## وصلات خارجية
- Pollution Insurance Explained - Things You Need To Know!